# Saxofoon
Een saxofoon, kortweg sax, is een blaasinstrument met een conische, meestal S-vormige buis die voorzien is van kleppen. De saxofoon wordt niet tot de koperblazers gerekend, maar zoals alle riet-blaasinstrumenten tot de houtblazers. Saxofoons hebben een conische boring – ze worden van het mondstuk naar het bekeruiteinde toe breder. Het riet begint te trillen bij het blazen, zo ontstaat het geluid dat daarna door het andere deel van het instrument gaat. De drie grote delen van de saxofoon zijn het mondstuk, de hals en de beker. De saxofoon is een transponerend instrument dat genoemd is naar zijn uitvinder en bouwer, de Belg Adolphe Sax (1814-1894).
De saxofoonfamilie bestaat uit (onder andere) de volgende leden:
| Naam         | Stemming | Bouw             | genoteerde C4 klinkt als | toonomvang (klinkend) | toonomvang (klinkend) | toonomvang (klinkend) |
| ------------ | -------- | ---------------- | ------------------------ | --------------------- | --------------------- | --------------------- |
| Soprillo     | B♭       | meestal recht    | B♭4                      | A♭4                   | –                     | D7                    |
| Sopranino    | E♭       | meestal recht    | E♭4                      | D♭4                   | –                     | A♭6                   |
| C-Sopraan    | C        |                  | C4                       | B3                    | –                     | F6                    |
| Sopraan      | B♭       | recht / S-vormig | B♭3                      | A♭3                   | –                     | E♭6                   |
| Mezzosopraan | F        | recht / S-vormig | F3                       | E♭3                   | –                     | B5                    |
| Alt          | E♭       | S-vormig         | E♭3                      | D♭3                   | –                     | A5                    |
| C-Melody     | C        | S-vormig         | C3                       | B♭2                   | –                     | F5                    |
| Tenor        | B♭       | S-vormig         | B♭2                      | A♭2                   | –                     | E♭5                   |
| Bariton      | E♭       | S-vormig         | E♭2                      | D♭2                   | –                     | A4                    |
| Bas          | B♭       | S-vormig         | B♭1                      | A♭1                   | –                     | E4                    |
| Contrabas    | E♭       | S-vormig         | E♭1                      | D♭1                   | –                     | A3                    |
| Subcontrabas | B♭       | S-vormig         | B♭0                      | A♭0                   | –                     | E3                    |

Een veel smaller gebouwde variant van de laagste twee saxofoons heet tubax.
Naast de saxofoons in E♭ en B♭, die voor militaire muziekkorpsen bedoeld waren, patenteerde Sax een familie in C en F voor het symfonieorkest. 

## Ontwikkeling
Adolphe Sax heeft verbeteringen aan de meeste koperinstrumenten gemaakt, ook aan verschillende houtblaasinstrumenten; zo is de hedendaagse basklarinet gebaseerd op een ontwerp van Sax. Bij de ontwikkeling van de saxofoon had hij een instrument voor ogen dat de souplesse van strijkers verenigde met dynamische mogelijkheden van koper (luid) en de klankmogelijkheden van hout. Hij hoopte daarmee alle goede eigenschappen van de klassieke orkestinstrumenten te verenigen. Berlioz schrijft dat Sax een ophicleïde nam en daar een klarinet-mondstuk op zette, en zo op het idee van de saxofoon kwam. Sax werkte er vanaf 1840 aan en verwierf er op 28 juni 1846 in Frankrijk een patent op, dat in 1860 met vijf jaar verlengd werd. Als eerste bouwde hij een bas, omdat die voor hem makkelijker was vanwege de verhoudingen en de maatvoering van de buis, de stemming en dergelijke. In de loop van enkele jaren bouwde hij de rest van de familie. Composities met saxofoons volgden al snel.
Een bekende misvatting over de uitvinding van de saxofoon is dat Sax een praktische oplossing wilde vinden voor de baspartij in militaire orkesten. Dit klopt echter niet. Sax was een kunstenaar met een duidelijk klankbeeld in zijn hoofd, toepassingen volgden later.

## Bereik

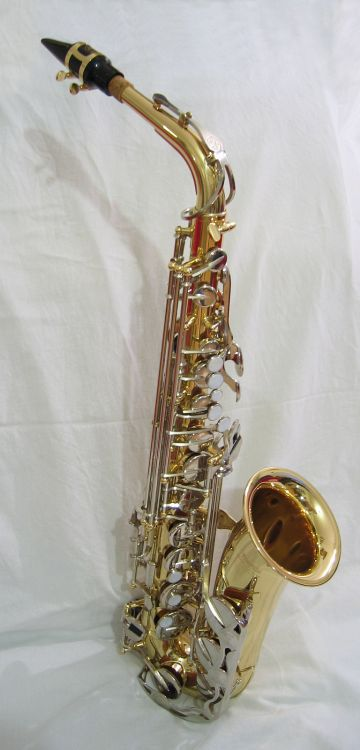
Altsaxofoon

De huidige saxofoons hebben meestal kleppen voor een bereik van 2⅔ octaaf, van laag Bes tot en met hoog fis. Op negentiende-eeuwse saxofoons was B de laagste toon en e de hoogste, de omvang was dus een kleine terts geringer. Al vrij snel is het bereik vergroot, waarbij de hoge fis de laatste toevoeging was. Op de nog steeds zo gewilde Selmer Mark VI-modellen uit de jaren vijftig en zestig zat geen hoge fis (contr. FA) en ook op goedkopere hedendaagse modellen ontbreekt de klep, deze werd in 1896 pas toegevoegd aan de saxofoon.
Een afwijkende omvang hebben veel baritonsaxofoons, die namelijk tot laag A gaan. Bij de hoge saxofoons zitten de verschillen tussen de modellen in de hoogte. Sopranino's kunnen als hoogste klep de hoge e hebben, maar ook de f of de fis. Bij sopranen zijn f of fis gebruikelijk als hoogste klep, maar een enkel topmodel heeft bovendien een hoge g.
De saxofoon blaast zoals de meeste instrumenten (uitgezonderd de klarinet) over in het octaaf, dat wil zeggen dat bij dezelfde vingerzetting twee tonen geproduceerd kunnen worden die een octaaf in toonhoogte verschillen. Om het overblazen te vergemakkelijken zit bij de duim de zogeheten octaaftoets. Oorspronkelijk waren er zelfs twee, maar alle huidige instrumenten hebben een mechanisme waar de duimtoets twee verschillende overblaasklepjes bedient. Tot en met de G (en de Gis) bedient de duim het lage octaafklepje, vanaf de A wordt automatisch het hogere klepje geopend en het andere gesloten.
Hogere tonen zijn te vinden in het zogenaamde altissimoregister. Met allerlei speciale grepen kunnen tonen voortgebracht worden die hoger zijn dan wat de hoogste klep toelaat. Het vereist veel oefening, maar sommigen kunnen langs deze weg het bereik tot vier octaven vergroten. Het vereist ook uitzoekwerk: grepentabellen voor het altissimoregister bevatten vele mogelijkheden voor een en dezelfde toon. Het hangt van het type saxofoon, het gebruikte mondstuk en de bouw van de mond van de speler af welke van die mogelijkheden goed aanspreekt en zuiver is. Onderzoeker Joe Wolfe toonde aan dat saxofoonspelers die het altissimoregister kunnen hanteren dit doen door hun spraakkanaal dusdanig aan te spannen dat het meeresoneert met de gewenste toon. Volgens rietblazers speelt deze techniek bij meerdere instrumenten een rol.
Bij de altissimotonen wordt niet in het octaaf overgeblazen, maar in hogere boventonen, zoals de duodecime (octaaf plus een kwint; net zoals de klarinet), het dubbele octaaf en zo verder. Vrijwel iedereen beheerst de laagste noten van deze manier van overblazen, de quick-f, quick-fis en quick-g (deze laatste alleen als een klep voor de hoge fis aanwezig is). De volgende noten zijn meteen een stuk moeilijker en sommigen krijgen ze er nooit goed uit. In moderne composities komt altissimo voor vanaf pakweg 1970. In de jazz was begin jaren zestig Eric Dolphy al virtuoos in het altissimoregister en in de free jazz werd en wordt uiteraard alles gebruikt wat voor de expressie dienstig kan zijn.

## Gebruik
De componist Hector Berlioz was onmiddellijk door het instrument gecharmeerd. Hij schreef er lovend over en tijdens een concert van hem was de saxofoon voor het eerst in het openbaar te horen.
De Franse fluitvirtuoos en componist Jules Auguste Êdouard Demersseman (1833-1866) schreef als een der eersten diverse solistische stukken voor saxofoon met pianobegeleiding alsook 12 études mélodiques dans toutes les tonalités voor saxofoonsolo. Ook Charles Koechlin componeerde vele werken voor saxofoon, waaronder 15 etudes, 24 duetten en twee sonatines.  
Enkele componisten schreven partijen – meestal solo's – voor de saxofoon voor in symfonische werken, zoals Maurice Ravel (Boléro en de orkestratie van Schilderijen van een tentoonstelling van Modest Moessorgski), Sergej Rachmaninov (Symfonische dansen), Alban Berg (vioolconcert), George Gershwin (Rhapsody in Blue en An American in Paris), Richard Strauss (Sinfonia Domestica; een ensemble van vier dat nauwelijks meerwaarde biedt in de partituur daar ze enkel in tutti-passages meespelen), Georges Bizet (Suite L' Arlésienne), Vincent d'Indy (Choral varié), Ralph Vaughan Williams (6de en 9de symfonie), Paul Hindemith (Cardillac en Neues vom Tage), Darius Milhaud (La création du monde). Toch vond de saxofoon geen ingang in het traditionele symfonieorkest, mede vanwege het communicatieve onvermogen van Adolphe Sax. Wel werd het instrument al snel gebruikt in het militaire harmonieorkest.
Ook nu wordt de saxofoon veel in blaasorkesten gebruikt, zoals de harmonie, de fanfare en de big band. Als solo-instrument is de saxofoon overal te vinden: in jazz-, klezmer- en popmuziek en de klassieke muziek.
De saxofoon werd uitgevonden als klassiek instrument en kent zijn eigen ontwikkeling binnen de klassieke muziek. Alhoewel de saxofoon als regulier orkestinstrument nooit doordrong tot het traditionele symfonieorkest, heeft het als solo-instrument en in de kamermuziek een belangrijke rol gespeeld. Vooral in de 20e eeuw heeft deze ontwikkeling een hoge vlucht genomen. Belangrijk initiator van nieuw saxofoonreportoire was de Amerikaanse mecenas met ademhalingsmoeilijkheden, Elisa Hall. Zij stimuleerde André Caplet, Claude Debussy, Vincent d'Indy, Florent Schmitt en vele anderen om werken voor haar te schrijven. Aan haar slechte gezondheid danken we dus de mooiste saxofoonnoten.
In de kamermuziek heeft vooral het saxofoonkwartet furore gemaakt. Tijdens het interbellum was er het ensemble Quatuor de Saxophones de Paris dat heel wat concerten gaf met origineel gecomponeerde muziek en arrangementen voor saxofoonkwartet.
Heitor Villa-Lobos gebruikte de saxofoon in zijn Chôros N°3 en N°7, in zijn Sexteto místico (1917), in een kwartet met toegevoegde vrouwenstemmen (1921) en in een nonet.
Na een wat aarzelend 19e-eeuws begin met componisten als Jean-Baptiste Singelée en Florio, werd het genre door opzwepende genieën als Marcel Mule en Sigurd Rascher opgestuwd in de vaart der volkeren: meesterwerken van Aleksandr Glazoenov, Jean Rivier, Eugène Bozza en Iannis Xenakis zouden de muziekgeschiedenis voor altijd veranderen.
De saxofonist Jean-Marie Londeix betekende als pedagoog en promotor ook veel voor het instrument. Hij vervaardigde een groot aantal studiewerken, alsook een uitgebreide catalogus met vrijwel alle bestaande klassieke saxofoonwerken van 1844 tot en met 2012. Tevens hebben diverse componisten werken geschreven voor Londeix.

## Transponeren
Saxofoons zijn transponerende instrumenten die als volgt klinken: